# Salvia kuznetzovii
Salvia kuznetzovii là một loài thực vật có hoa trong họ Hoa môi. Loài này được Sosn. miêu tả khoa học đầu tiên năm 1933.